# Casa di ringhiera

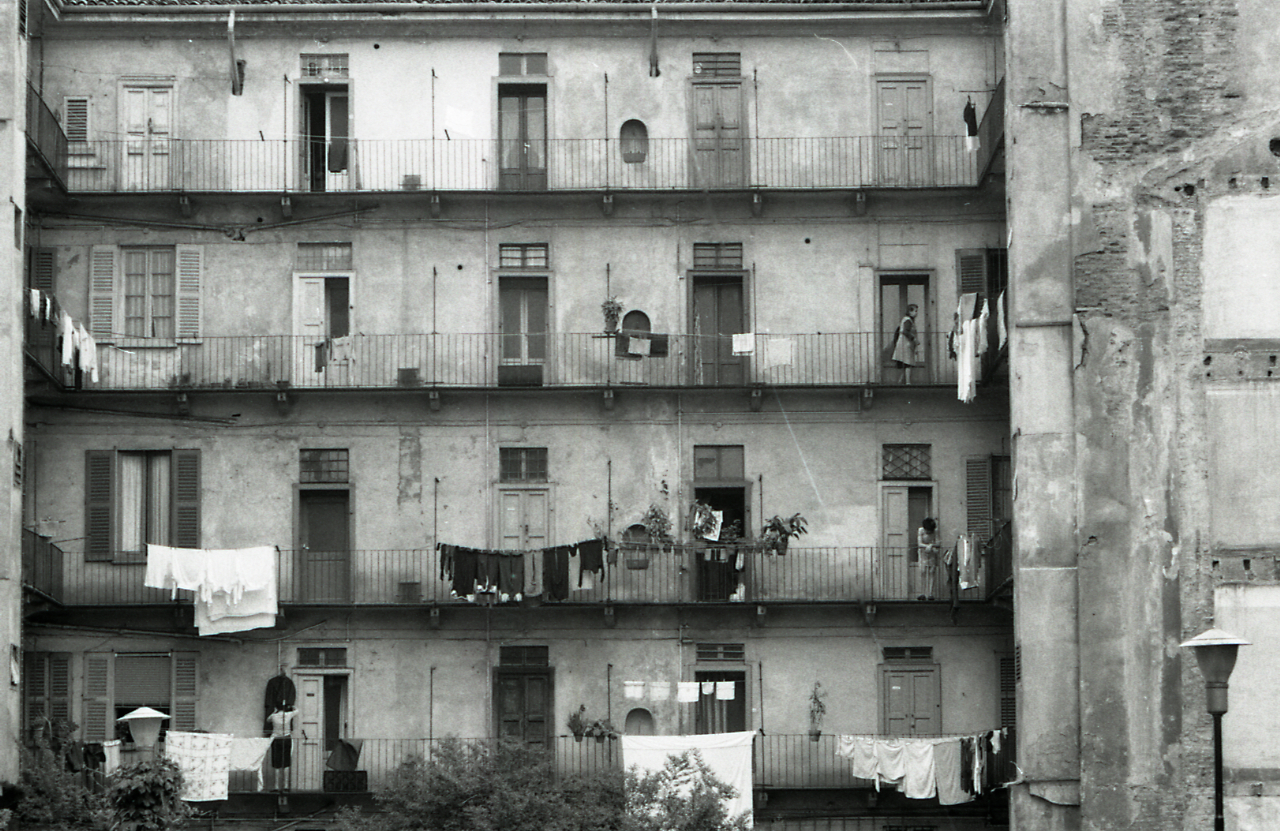
Una casa di ringhiera in uno scatto di Paolo Monti (Milano, 1970)

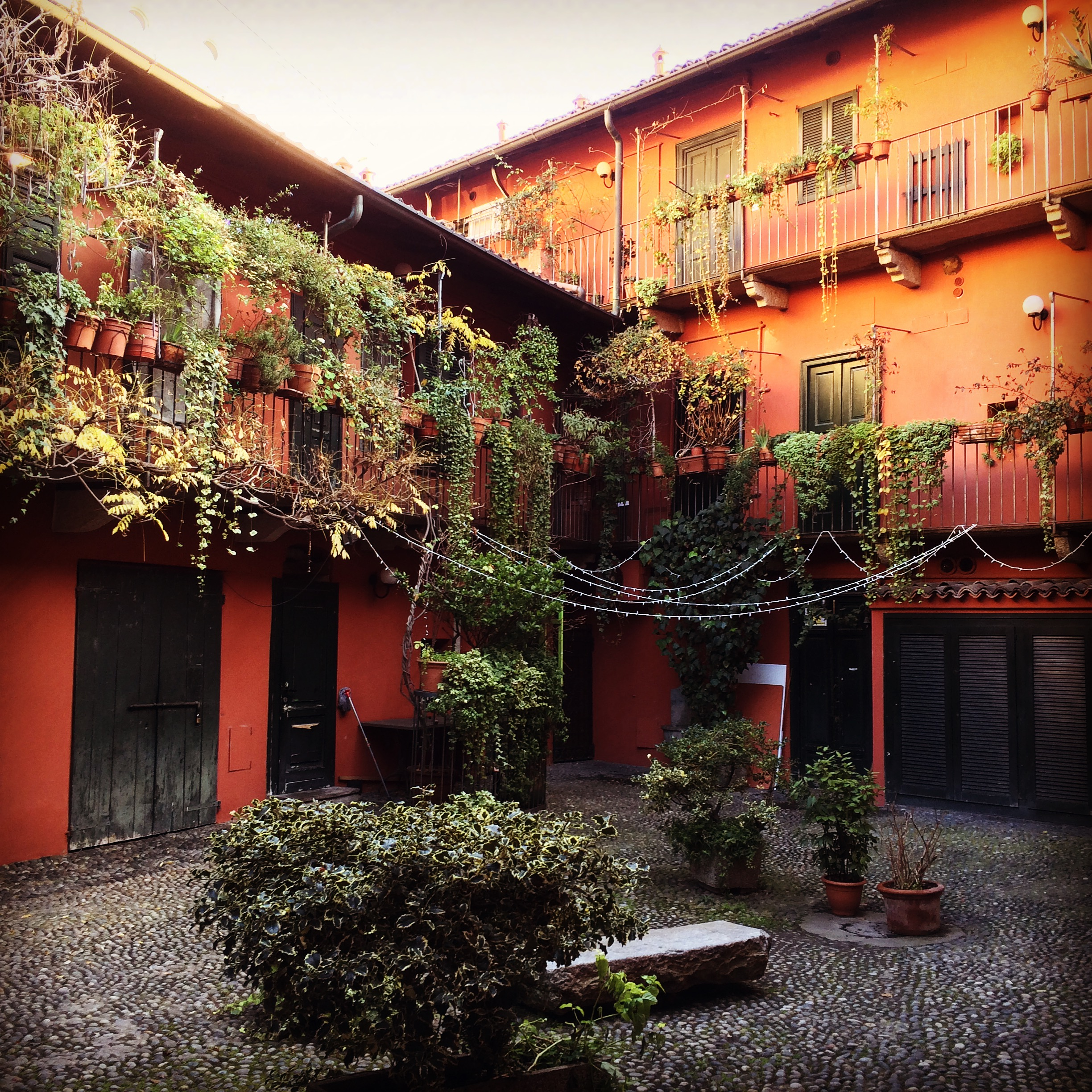
Una casa di ringhiera oggi, sul Naviglio Grande di Milano

La casa di ringhiera (o casa a ballatoio) è una tipo di edilizia popolare che prevede la compresenza, su ciascun piano di un edificio, di più appartamenti che condividono il medesimo ballatoio o balcone. Tale ballatoio, che corre per l'intera lunghezza dell'edificio, tipicamente funge da via di accesso alle singole unità immobiliari ed è in genere destinato ad un uso condiviso da parte di tutti i condomini. Altrettanto condiviso è l'uso del cortile interno, nel quale un tempo erano situati gli unici servizi igienici dell'edificio.
Lo schema architettonico delle case di ringhiera, di solito a non più di tre piani, si è particolarmente diffuso nell'Ottocento nei casamenti popolari delle città dell'Italia settentrionale, in particolare a Milano e Torino. Negli anni dell'immigrazione interna conseguenti al boom economico ha costituito in molti casi la prima sistemazione abitativa per i nuovi immigrati giunti nelle metropoli del Nord.
Tali immobili erano diffusi anche in alcuni quartieri popolari di Roma; uno di questi edifici, ancora esistente al 2022, sito in piazza dei Sanniti nel quartiere San Lorenzo, noto come Palazzo Lamperini, fu utilizzato come abitazione scenica del personaggio Ferribotte nel film I soliti ignoti del 1958.